# Шезаль-Бенуа
Шеза́ль-Бенуа́ (фр. Chezal-Benoît) — коммуна во Франции, находится в регионе Центр. Департамент — Шер. Входит в состав кантона Линьер. Округ коммуны — Сент-Аман-Монтрон.
Код INSEE коммуны — 18065.
Коммуна расположена приблизительно в 230 км к югу от Парижа, в 125 км южнее Орлеана, в 36 км к юго-западу от Буржа.

## Население
Население коммуны на 2008 год составляло 866 человек.
| 1962 | 1968 | 1975 | 1982 | 1990 | 1999 | 2008 |
| ---- | ---- | ---- | ---- | ---- | ---- | ---- |
| 1436 | 1526 | 1447 | 1315 | 1212 | 977  | 866  |

## Администрация
| Период | Период | Фамилия          | Партия                  | Примечания |
| ------ | ------ | ---------------- | ----------------------- | ---------- |
| 1989   | 2001   | Жан Сула         |                         |            |
| 2001   | 2008   | Жерар Бессемулен |                         |            |
| 2008   | 2014   | Рене Шаньон      | Социалистическая партия |            |

## Экономика
В 2007 году среди 477 человек в трудоспособном возрасте (15-64 лет) 303 были экономически активными, 174 — неактивными (показатель активности — 63,5 %, в 1999 году было 54,8 %). Из 303 активных работали 278 человек (137 мужчин и 141 женщина), безработных было 25 (14 мужчин и 11 женщин). Среди 174 неактивных 20 человек были учениками или студентами, 103 — пенсионерами, 51 были неактивными по другим причинам.

## Достопримечательности
- Аббатство Сен-Пьер (XII век). Исторический памятник с 1908 года[3]

## Фотогалерея

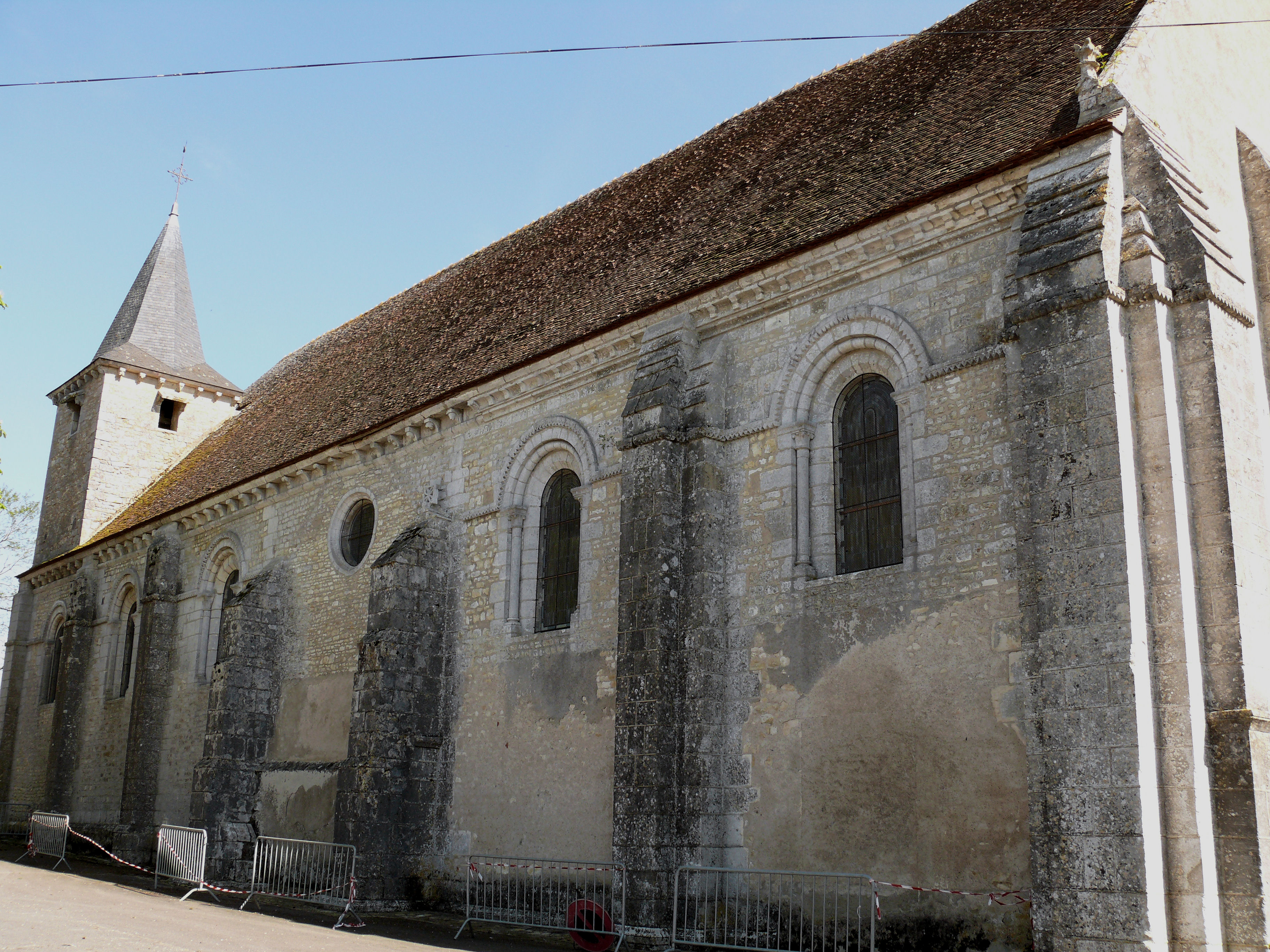
Аббатство Сен-Пьер
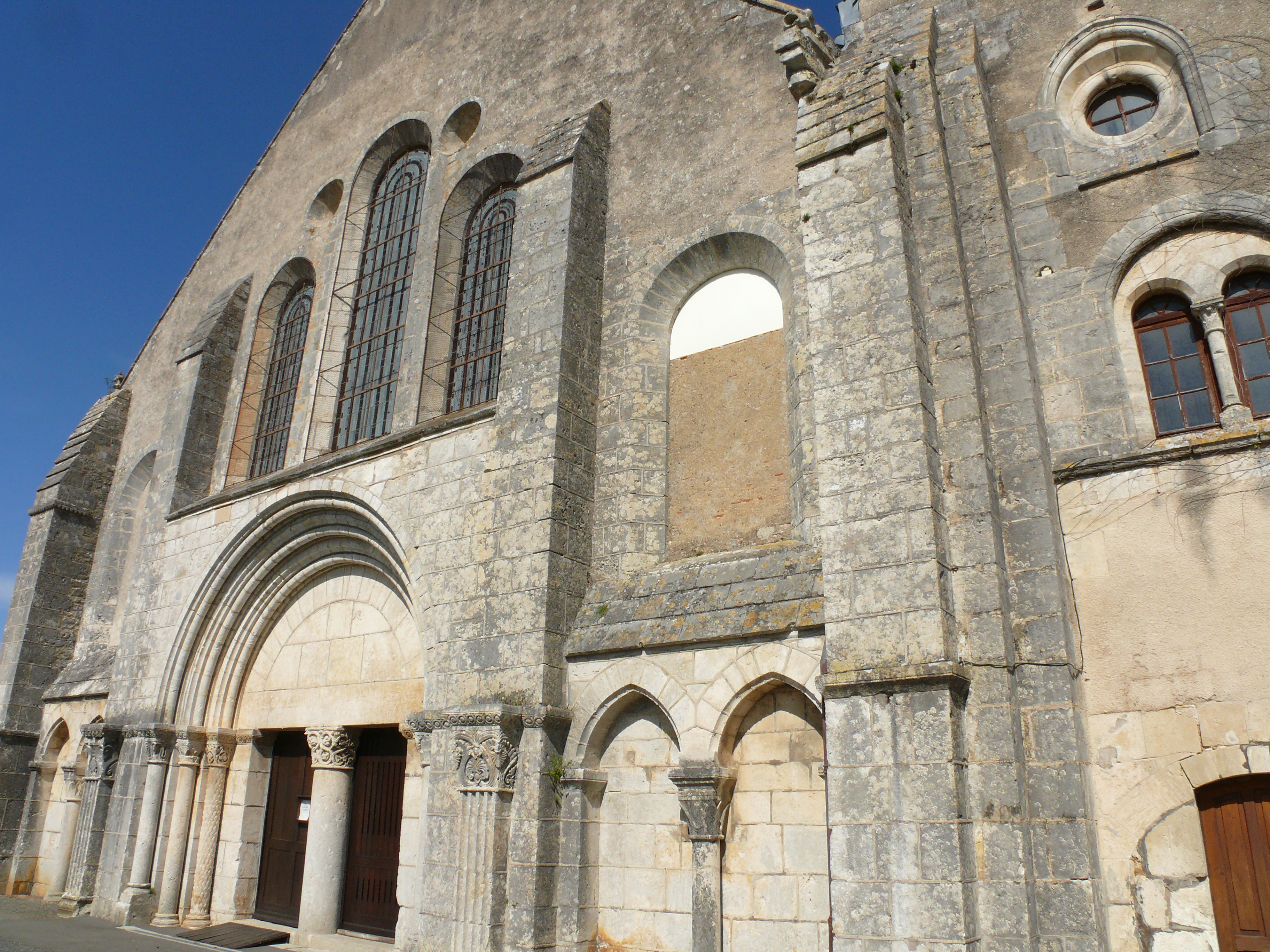
Аббатство Сен-Пьер
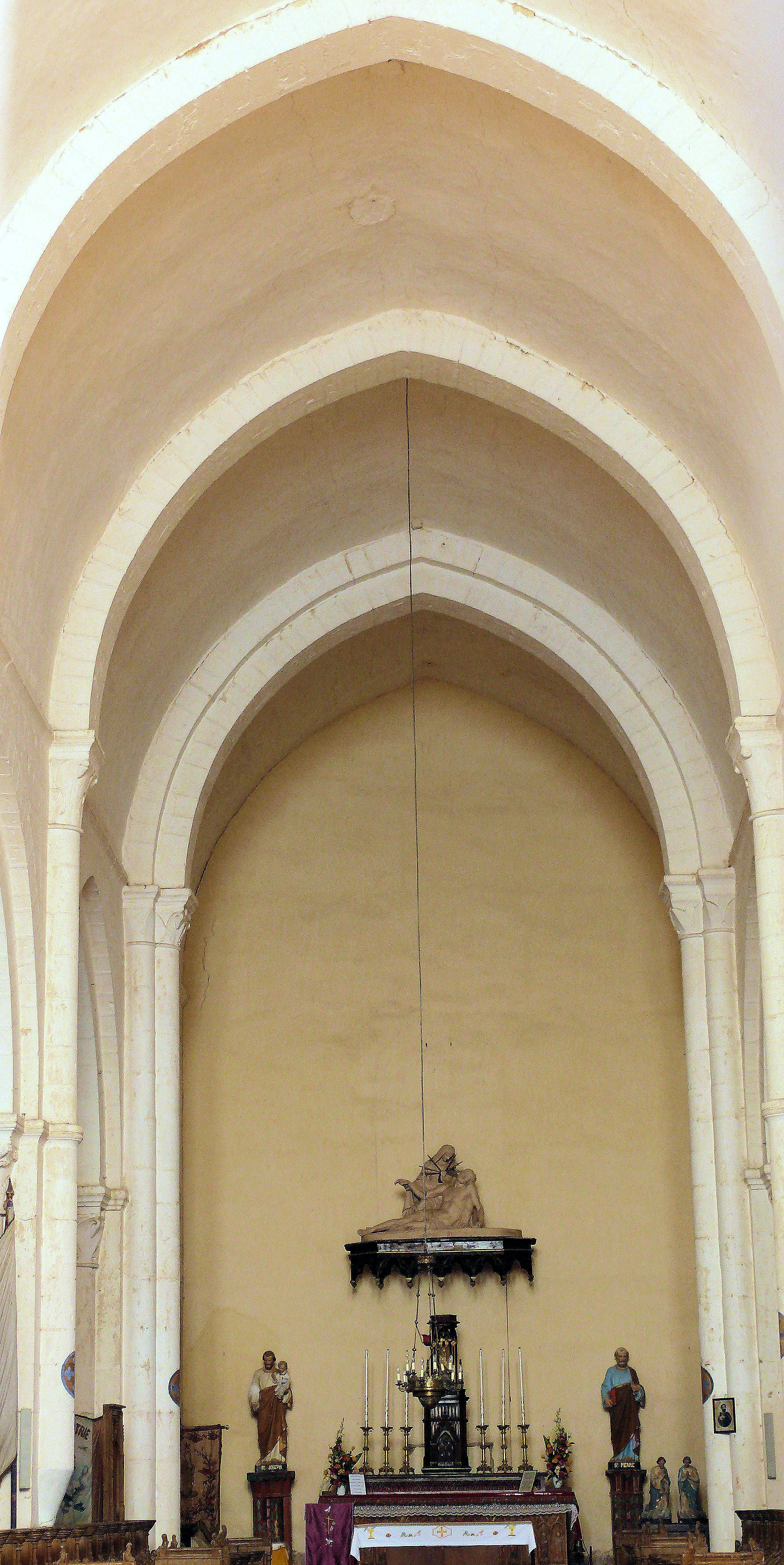
Аббатство Сен-Пьер
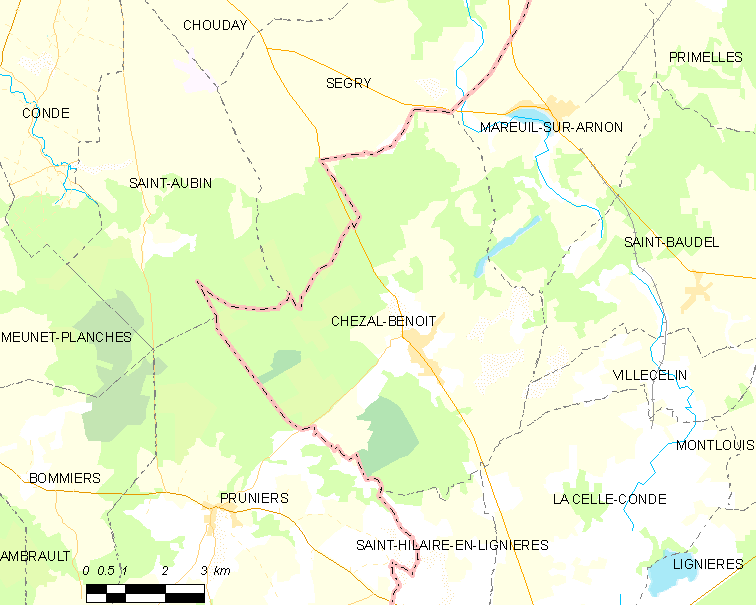
Карта коммуны